# 12164 Lowellgreen
12164 Lowellgreen (3067 T-2) là một tiểu hành tinh vành đai chính được phát hiện ngày 30 tháng 9 năm 1973 bởi I. van Houten-Groeneveld, T. Gehrels, và C. J. van Houten ở Đài thiên văn Palomar.